# Arthur M. Free

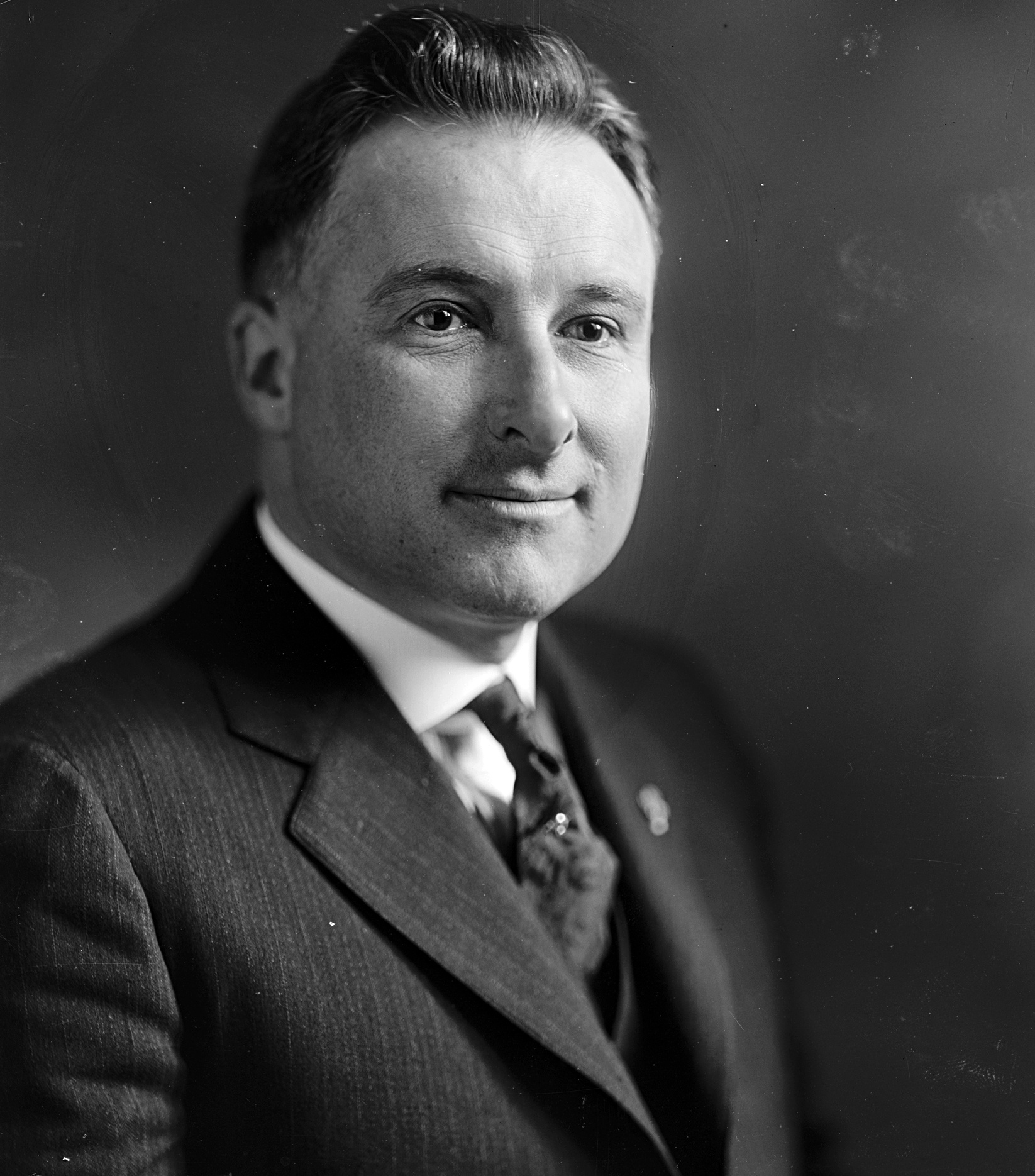
Arthur M. Free

Arthur Monroe Free (* 15. Januar 1879 in San José, Kalifornien; † 1. April 1953 ebenda) war ein US-amerikanischer Politiker. Zwischen 1921 und 1933 vertrat er den Bundesstaat Kalifornien im US-Repräsentantenhaus.

## Werdegang
Arthur Free besuchte die öffentlichen Schulen in Santa Clara und danach die University of the Pacific in Stockton. Nach einem anschließenden Jurastudium an der Stanford University und seiner 1903 erfolgten Zulassung als Rechtsanwalt begann er in San José in diesem Beruf zu arbeiten. Im Jahr 1904 zog er in die Gemeinde Mountain View, deren juristischer Vertreter er zwischen 1904 und 1910 war. Von 1907 bis 1919 war Free Bezirksstaatsanwalt im Santa Clara County. Danach praktizierte er in San José wieder als privater Rechtsanwalt. Gleichzeitig schlug er als Mitglied der Republikanischen Partei eine politische Laufbahn ein. Im Jahr 1914 sowie von 1920 bis 1936 war er Delegierter zu den jeweiligen regionalen Parteitagen der Republikaner in Kalifornien.
Bei den Kongresswahlen des Jahres 1920 wurde Free im achten Wahlbezirk von Kalifornien in das US-Repräsentantenhaus in Washington, D.C. gewählt, wo er am 4. März 1921 die Nachfolge von Hugh S. Hersman antrat. Nach fünf Wiederwahlen konnte er bis zum 3. März 1933 sechs Legislaturperioden im Kongress absolvieren. Im Jahr 1932 unterlag er dem Demokraten John J. McGrath. Das Wahlergebnis lag im damaligen Bundestrend zu Gunsten der Demokratischen Partei.
Nach dem Ende seiner Zeit im US-Repräsentantenhaus betätigte sich Arthur Free wieder als Anwalt. Er starb am 1. April 1953 in seiner Geburtsstadt San José.